# Ђорђе Бошан (сликар)
Ђорђе Бошан (Суботица, 17. октобар 1918 — Београд, 23. септембар 1984) био је српски сликар и универзитетски професор.

## Одрастање и почетак студирања
Рођен је у Суботици. Отац Самуел био је адвокат адвокат, мајка Ела, рођена је Малко. Породица Бошан била је једна од најистакнутијих породица јеврејске заједнице на северу Бачке. Ђорђе је био под јаким утицајем својих стричева, изразитих левичара који су потпомагали прве радничке штрајкове у Суботици.
После завршене средње школе у Суботици, уписује 1936. Уметничку школу у Београду. Наставник цртања била му је сликарка Бета Вукановић. Истовремено је похађао и курс вечерњег цртања код Петра Добровића, на Коларчевом народном универзитету. Академију ликовних уметности у Београду, у класи професора Јеролима Мишеа, уписао је 1937.

## Други светски рат
Студије сликарства прекинуло је избијање рата. 1941. се као добровољац јавља да учествује у априлском рату, а након његовог слома, са породицом одлази у Будимпешту. Овде га хапсе и 1943. одводе на присилни рад у области Карпата, где гладује и смрзава се уз тежак физички рад. У исто време, велики део његове породице нестаје у Холокаусту. Из заробљеништва је ослобођен 1945. По повратку у Суботицу, радио је у војсци у пропагандном сектору. Убрзо је демобилисан.

## Завршетак студија и почетак педагошког рада
У Београду је наставио започете студије, прво у класи Ђорђа Андрејевића Куна, а затим Петра Лубарде. По добијању дипломе 1946. усавршавање је наставио на загребачкој Уметничкој академији, код професора Љубе Бабића. После годину дана вратио се у Београд на специјализацију код Марка Челебоновића. Педагошку каријеру, по окончању студија, започео је на Градском курсу цртања и вајања у Центру за ликовно образовање у Шуматовачкој улици на Врачару. На Академији ликовних уметности у Београду 1949. постао је асистент а потом и редовни професор. Учествовао је у изради првог Статута Академије (1957). Пензионисао се 1978. године.

## Уметнички опус
Бошанов сликарски опус може се поделити у три фазе: реалистичку, конструктивно-симболистичку и романтичну. У свакој од ових фаза бавио се мотивима мртве природе, сликао је пејзаже, портрете и фигуралне композиције. Развијао је реалистички израз према геометријској стилизацији. У композицијама исказује ангажовану тематику хероизираним фигурама динамично постављеним у чврсто организоване целине. Колорит је пригушен, у скали земљаних тонова, фактура рустична и опора.
Самостално је излагао у Београду (1952, 1955, 1957 и 1972), Новом Саду (1957) и Суботици (1954, 1973). Колективно је излагао на више од сто групних изложби, укључујући и изложбе са Београдском групом и Самосталнима. Осим сликарством, бавио се вајарством и фотографијом. Добитник је „Форум“-ове награде која се додељује сликарима Војводине.

## Поклон збирка Ђорђа Бошана
Постхумно 1986. године др Нада Бошан поклања 26 сликарских дела свог супруга Градском музеју у Суботици формирајући тако Поклон збирку Ђорђа Бошана.